# Víctor García (ur. 1994)
Víctor García Marín (ur. 31 maja 1994 w L’Hospitalet de Llobregat) – hiszpański piłkarz występujący na pozycji obrońcy w Málaga CF.

## Kariera klubowa
W latach 2004–2007 trenował w akademii klubu FC Barcelona, gdzie szkolił się do gry na pozycji lewego obrońcy, lewoskrzydłowego oraz napastnika. W latach 2007–2010 trenował w AE Prat, a następnie przez dwa sezony w UE Cornellà. W rundzie wiosennej sezonu 2011/12 roku rozegrał jeden mecz na poziomie seniorskim w grupie V Tercera División. W sezonie 2012/13 był graczem młodzieżowej drużyny RCD Espanyol.
W wieku 19 lat podpisał kontrakt z AE Prat (Segunda División B), gdzie rozegrał 19 spotkań i zdobył 1 gola. Latem 2014 roku przeszedł do CD Tenerife B, występującego na VI poziomie rozgrywkowym. W listopadzie 2014 roku trener Álvaro Cervera po raz pierwszy włączył go do kadry zespołu seniorów na mecz ligowy. 14 grudnia 2014 García zadebiutował w Segunda División w wyjazdowym meczu przeciwko AD Alcorcón (0:0). Łącznie w sezonie 2014/15 zaliczył w 9 ligowych występów i strzelił bramkę w spotkaniu z Realem Valladolid (2:0).
W lipcu 2015 roku został wypożyczony do beniaminka Segunda División Gimnàstiku Tarragona trenowanego przez Vicente Moreno. Stąd natychmiast przeniesiono go do farmerskiego klubu CF Pobla de Mafumet (Segunda División B), prowadzonego przez Martína Posse. García spędził tam sezon 2015/16 jako podstawowy zawodnik i którym spadł ze swoim zespołem z ligi. Od lata 2016 roku kontynuował karierę w innych klubach grających na III poziomie rozgrywkowym: CF Badalona, UCAM Murcia CF, CD Ebro oraz CD Castellón, z którym awansował w sezonie 2019/20 do Segunda División.
W czerwcu 2021 roku podpisał trzyletnią umowę ze Śląskiem Wrocław. 8 lipca 2021 zadebiutował w meczu z Paide Linnameeskond (2:1) w eliminacjach Ligi Konferencji Europy 2021/22. Tydzień później w spotkaniu rewanżowym (2:0) zdobył swoją pierwszą bramkę dla Śląska. 25 lipca zadebiutował w Ekstraklasie w meczu przeciwko Warcie Poznań (2:2). Łącznie rozegrał w barwach Śląska 53 ligowe występy i zdobył 1 gola w wygranym 1:0 spotkaniu z Legią Warszawa. 28 czerwca 2023 został wraz z Diogo Verdascą przesunięty do trzecioligowych rezerw, a miesiąc później rozwiązał polubownie swój kontrakt. Kilka dni później jako wolny agent został graczem hiszpańskiej drużyny Málaga CF (Primera Federación).